# Groapa Kermadec

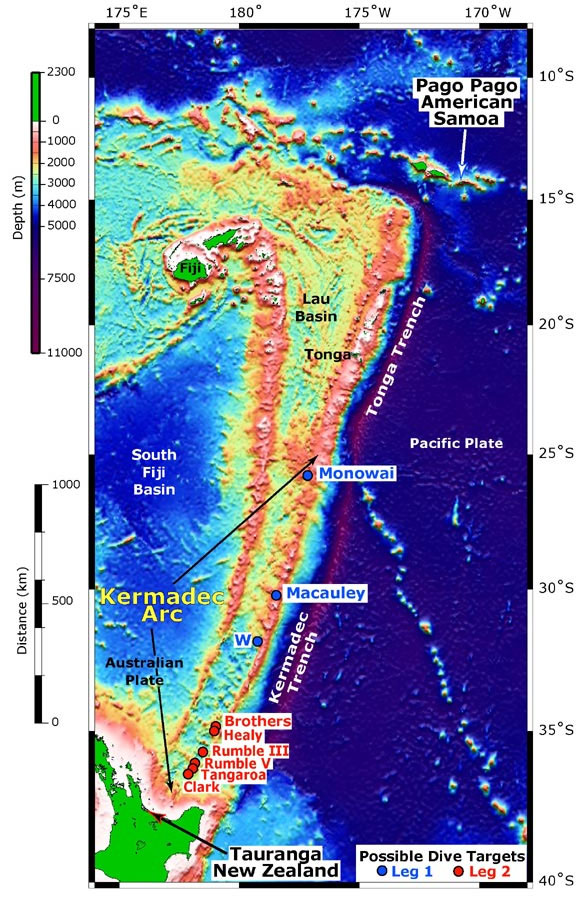
Groapa Kermadec

Groapa Kermadec este o groapă oceanică a scoarței terestre. Ea se află în Oceanul Pacific, la nord de Noua Zeelandă, iar adâncimea ei atinge 10.050 metri. Este formată prin subducția plăcii pacifice de către placa australiană.